# Angolazwaluw
De angolazwaluw of Angolese zwaluw (Hirundo angolensis) is een zwaluw uit het geslacht Hirundo.

## Verspreiding en leefgebied
Deze soort komt voor in Angola, Burundi, Congo, Gabon, Kenia, Malawi, Rwanda, Tanzania, Oeganda en Zambia.

## Status
De grootte van de populatie is niet gekwantificeerd maar de soort wordt omschreven als zeldzaam tot plaatselijk algemeen. Op de Rode lijst van de IUCN heeft deze soort de status niet bedreigd.